# Torfowiec wklęsłolistny
Torfowiec wklęsłolistny (Sphagnum platyphyllum (Lindb.) Warnst.) – gatunek mchu z rodziny torfowcowatych (Sphagnaceae). Występuje w strefach klimatu okołobiegunowego i umiarkowanego półkuli północnej.

## Rozmieszczenie geograficzne
W Europie występuje od arktycznych, kontynentalnych części Norwegii i Rosji na północy po północną Hiszpanię, południowo-zachodnie Alpy we Francji i Włoszech, Góry Dynarskie, Grecję, Bułgarię i Gruzję na południu. Na południowych krańcach swojego zasięgu jest jednak rzadki. W Alpach rośnie do wysokości 1100–2200 m n.p.m. Na zachodzie sięga Islandii, gdzie jest rozproszony i regionalnie dość rzadki, na wschodzie dochodzi do Uralu. Na Półwyspie Fennoskandzkim był obserwowany powyżej granicy drzew. Jest obecny także w Karpatach, w tym w Tatrach.
W Azji obecny jest w Chinach, Japonii, na Syberii i Rosyjskim Dalekim Wschodzie. W Ameryce Północnej rośnie w Stanach Zjednoczonych, Kanadzie i na Grenlandii.
W Polsce jest torfowcem rzadkim. Ma rozproszone stanowiska głównie w południowo-wschodniej części kraju. Pojedyncze obserwacje znane są także z szeroko pojętego Pomorza Zachodniego, Wyżyny Małopolskiej i Niziny Śląskiej. W górach był notowany tylko w Górach Bystrzyckich i Tatrach (najwyżej na wysokości 1380 m n.p.m.).

## Morfologia i anatomia
PokrójTorfowiec średniej wielkości, tworzący luźne darnie koloru zielonego, oliwkowozielonego, ciemnozielonego, purpurowatobrązowego (lub purpurowo nabiegłego), brązowego, rzadko żółtawobrązowego.
GłówkiSłabo rozwinięte, nieduże, z widocznym, dużym pączkiem wierzchołkowym, złożone z niewielkiej liczby gałązek.
PęczkiZ 1–3 gałązkami, rzadko z większą liczbą, wszystkie to gałązki odstające, najczęściej krótkie i tępo zakończone; przeważnie jedna gałązka mniejsza i odgięta w dół. Są luźno rozmieszczone i nie zakrywają łodyżki.
ŁodyżkiStosunkowo cienkie, do 0,9 mm średnicy i luźne, jaśniejsze u góry, ciemniejsze w dolnych partiach, lecz nigdy ciemnobrązowe. Kora jest złożona z dwóch warstw rozdętych komórek wodnych, w niektórych partiach łodyżki liczba warstw może być inna – jedna bądź trzy. Cylinder wewnętrzny blady do jasnobrązowego. Na łodyżkach gałązkowych dość wyraźne komórki retortowe, linearnie ułożone po trzy lub cztery.
Listki łodyżkoweDuże, podobne do listków gałązkowych lub większe, szeroko jajowate lub jajowato-łopatkowate i mocno wklęsłe, z kończykiem zaokrąglonym, tępym i nieznacznie wyszarpanym, z listewkami najczęściej na całej długości listka, bez porów.
Listki gałązkoweDuże, do 2,2 mm długości, podobne do listków łodyżkowych, szeroko jajowate i mocno wklęsłe, z kończykiem zwężonym, tępym, zaokrąglonym i nieznacznie wyszarpanym, z listewkami, bez porów. Komórki wodne w przekroju poprzecznym wypukłe na obie strony listka, na grzbietowej stronie z kilkoma małymi porami wzdłuż ścian komisuralnych; po stronie brzusznej zazwyczaj bez porów. Komórki chlorofilowe w przekroju poprzecznym beczułkowate i są mniej więcej równo otwarte po obu stronach listka.
Gatunki podobneIstnieje możliwość pomyłki z innymi gatunkami z podrodzaju Subsecunda, do którego ten torfowiec należy, zwłaszcza z torfowcem skręconym (Sphagnum contortum), torfowcem ząbkowanym (Sphagnum denticulatum) i torfowcem zanurzonym (Sphagnum inundatum). Od torfowca skręconego różni się budową główek, pęczków i listków łodyżkowych. Główka u S. platyphyllum jest nieduża, słabo wykształcona, z dobrze widocznym pączkiem wierzchołkowym, a pęczki najczęściej mają trzy gałązki, podczas gdy u S. contortum główka jest stosunkowo duża, a pęczki liczą najczęściej sześć bądź siedem gałązek. U torfowca skręconego listki łodyżkowe są wyraźnie mniejsze od listków gałązkowych, a ich komórki wodne mają listewki przeważnie tylko w okolicach wierzchołka; u torfowca wklęsłolistnego listki łodyżkowe są duże, niekiedy nawet większe od listków gałązkowych, a prawie wszystkie komórki wodne mają listewki. Od S. denticulatum różni się liczbą warstw kory łodyżki – u torfowca wklęsłolistnego są najczęściej dwie, czasami trzy, u torfowca ząbkowanego jedna. Ta sama cecha pozwala odróżnić także S. platyphyllum od S. inundatum.

## Ekologia
Rośnie na torfowiskach niskich i przejściowych.

## Systematyka
Gatunek zaliczany jest do podrodzaju Subsecunda Schlieph. Podrodzaj ten obejmuje torfowce tworzące darnie o przewadze barw żółtych i brązowych, z końcami gałązek w główce odgiętymi, z listkami gałązkowymi jajowatymi lub owalnymi, wklęsłymi, często jednobocznie skręconymi. Kolor łodyżki u tych torfowców jest przeważnie brązowy (brunatny) bądź żółty, z korą zbudowaną z jednej lub kilku warstw komórek, dobrze odgraniczoną od cylindra wewnętrznego. Ponadto komórki wodne listków gałązkowych mają po stronie grzbietowej zazwyczaj małe pory komisuralne układające się w krótsze bądź dłuższe rzędy wzdłuż ścian komórek chlorofilowych.

## Ochrona
Gatunek jest objęty w Polsce ochroną od 2001 roku. W latach 2001–2004 podlegał ochronie częściowej, w latach 2004–2014 ochronie ścisłej, a od 2014 roku ponownie objęty jest ochroną częściową, na podstawie Rozporządzenia Ministra Środowiska z dnia 9 października 2014 r. w sprawie ochrony gatunkowej roślin.